# Завьялов, Михаил Григорьевич
Михаи́л Григо́рьевич Завья́лов (17 ноября 1924, Семёнов, Нижегородская губерния — 1 декабря 2014, Москва) — заслуженный пилот СССР, лётчик-испытатель СССР.

## Биография
Окончил Высшее лётное авиационное училище. В период Великой Отечественной войны служил в истребительной авиации ПВО, участник битвы под Москвой.
В гражданской авиации с 1949 г. Работал в санитарном отряде аэропорта Быково (пилот, командир звена, пилот-инструктор, заместитель командира отряда), затем — в полярной авиации (командир авиаэскадрильи, командир УТО с 1967). В качестве командира самолёта (Ил-14, Ли-2, Ан-6), вертолёта (Ми-4) участвовал в 6-й антарктической экспедиции, в высокоширотных экспедициях на Северный полюс.
С 1965 г. — старший пилот-инспектор УЛС в Министерстве гражданской авиации СССР.
С 1970 г. — лётчик-испытатель ОКБ имени Яковлева. Испытывал самолёты Як-40 и Як-42. Участвовал в авиакосмических салонах в Японии, Германии, Италии, Франции, а также в воздушном параде в Домодедове на опытном самолёте Як-40.

## Награды и признание
- два ордена Отечественной войны
- орден «Знак Почёта»
- две медали «За боевые заслуги»
- медаль «За оборону Москвы»
- медали
- Заслуженный пилот СССР.